# Casa Perona
La casa Perona, del Gobernador, o más correctamente, casa de los Fernández-Cantos,es un palacete de estilo rococó del siglo XVIII situado en la calle Feria de la ciudad española de Albacete, sede de la Delegación de la Junta de Comunidades de Castilla-La Mancha en Albacete. Entre 2001 y 2011 fue sede del Defensor del Pueblo de Castilla-La Mancha.

## Historia
La casa Perona fue construida a finales del siglo XVIII en la calle Feria de la capital albaceteña, una de las más antiguas de la ciudad, entre la casa consistorial de Albacete y la catedral y el paseo de la Feria y el Recinto Ferial de Albacete.
El 22 de agosto de 1812 el rey José Bonaparte pernoctó en ella cuando huía de España camino de Valencia con toda su corte, procedentes de Madrid. En 1862 alojó a la reina Isabel II.
El edificio fue rehabilitado en los siglos XIX, XX (1920) y XXI (2005), cuando fue remodelada por la Junta de Comunidades de Castilla-La Mancha para albergar la sede del Defensor del Pueblo de Castilla-La Mancha. La simplificación y racionalización de las administraciones producto de la crisis económica hizo desaparecer este órgano del gobierno regional en 2011, pasando a integrarse en el Defensor del Pueblo de España. 
Un año después, en 2012, pasó a ser sede central de la Junta de Comunidades de Castilla-La Mancha en Albacete, sustituyendo en su función a la Fábrica de Harinas, que pasó a albergar otros órganos del gobierno autonómico en la capital.
Anteriormente se la conocía como casa del Gobernador, puesto que con anterioridad a que la propiedad fuera de Benedicto Perona Escribano lo fue de Miguel Fernández Cantos-Carcelén, a la sazón gobernador civil de Albacete a mediados del siglo XIX.

## Características

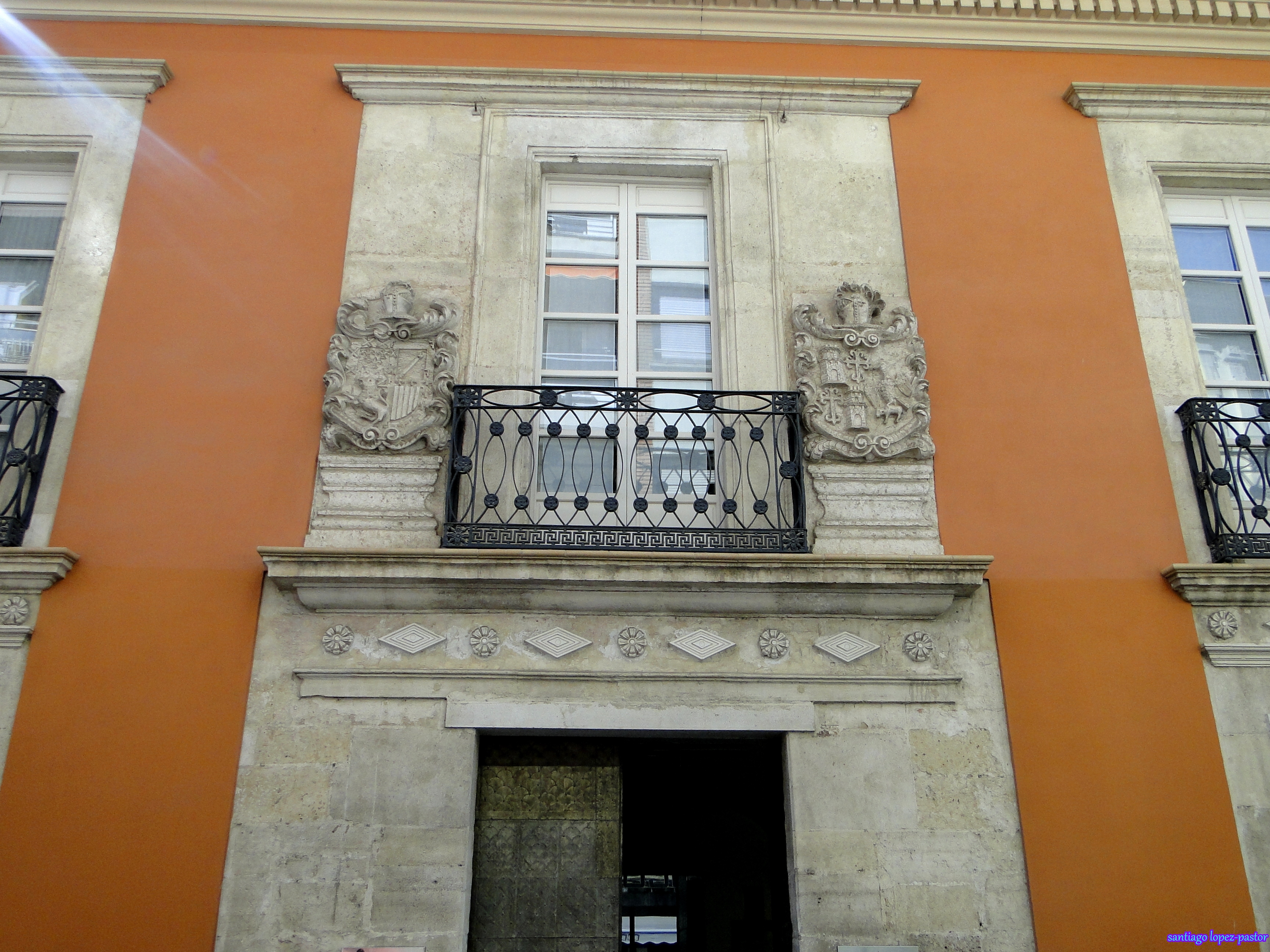
Portada, ventanales y escudos heráldicos

El edificio es de estilo rococó tardío neoclásico. Su fachada es naranja. Posee una gran cúpula levantina de teja de vidrio azul y blanca. A ambos lados de la parte superior de la puerta principal se sitúan dos escudos heráldicos que le confieren al palacete un aspecto señorial.